# 136 v.Chr.
136 v.Chr. is een jaartal volgens de christelijke jaartelling.

## Gebeurtenissen

### Italië
- Begin van de Eerste Slavenoorlog, de Syrische slavenleider Eunus van Apamea leidt op Sicilië een opstand tegen de Romeinen. Hij verovert de stad Enna en neemt de titel van "koning" aan.

### Babylonië
- 15 april - Er vindt een totale zonverduistering plaats die uiterst nauwkeurig gedocumenteerd wordt.

### China
- Keizer Han Wudi maakt het Confucianisme tot staatsgodsdienst, dit beïnvloed de cultuur in Japan, Korea en Vietnam. Hij stimuleert de bestudering van de Confuciaanse boeken en het Taoïsme.